# مورغان هيرد
مورغان هيرد (بالإنجليزية: Morgan Hurd) هي لاعبة جمباز فني أمريكية وصينية، ولدت في 18 يوليو 2001 في واتشو في الصين.

## وصلات خارجية
- مورغان هيرد على موقع الاتحاد الدولي للجمباز (licence) (الإنجليزية)
- مورغان هيرد على موقع الاتحاد الدولي للجمباز (biography) (الإنجليزية)
- مورغان هيرد على موقع الاتحاد الأمريكي للجمباز (الإنجليزية)